# Circonscription de Bore
La circonscription de Bore est une des 177 circonscriptions législatives de l'État fédéré Oromia, elle se situe dans la Zone Guji. Son représentant actuel est Shambel Dube Jilo Midagdu.